# Афгано-казахстанские отношения
Казахстанско-афганские отношения — двусторонние дипломатические отношения между Республикой Казахстаном и Афганистаном.

## История
Дипломатические отношения между двумя странами были установлены 12 февраля 1992 года.
Посольство Исламской Республики Афганистан (ИРА) в Алматы было открыто в 1993 году (в 2005 году передислоцировано в Астану). Также в Алматы функционирует генеральное консульство Афганистана. Дипломатическая миссия Казахстана в Кабуле была открыта в сентябре 2002 года, в июне 2003 года преобразована в посольство
15-16 апреля 2004 года состоялся официальный визит президента Переходного Исламского Государства Афганистан Хамида Карзая в Казахстан. Приоритетной темой обсуждения были меры по активации двусторонних экономических отношений. Во время визита президент Казахстана Нурсултан Назарбаев и президент Афганистана Хамид Карзай подписали Договор об основах взаимоотношений и сотрудничества между Республикой Казахстан и Переходным Исламским Государством Афганистан.

## Торгово-экономическое сотрудничество
Товарооборот между Казахстаном и Афганистаном за 2016 год составил 489,4 млн долларов США, из них экспорт из Казахстана — 486,8 млн долларов, импорт в Казахстан — 2,6 млн долларов.
Казахстан экспортирует пшеничную и пшенично-ржаную муку, природный газ, пшеницу, плоский прокат из нелегированной стали и семена льна. Афганистан импортирует свежий и сушёный виноград и картофель.
Казахстан оказывает гуманитарную помощь Афганистану в виде продуктов, товаров первой необходимости. В 2002 году поступило 3 тыс. тонн продовольственной пшеницы; в 2008 году — 2 тыс. тонн пшеницы; в апреле 2009 года — 1,3 тыс. тонн сухого молока; в апреле 2010 года — 6 тыс. тонн риса; в апреле 2011 года — 5 тыс. тонн. рисовой крупы; в 2013 году — 60 тонн гречневой крупы и 160 тыс. литров растительного масла; в марте 2014 года — продовольствие на сумму 6 млн долларов США. В связи со стихийными бедствиями в сентябре 2014 года провинциям Бадахшан и Джаузджан была оказана экстренная помощь в виде продуктов питания и одежды на сумму 775 тыс. долларов США. В октябре 2016 года прибыла очередная партия гуманитарной помощи по просьбе правительства Афганистана; в декабре 2015 года — поступило 23 вагона растительного масла и 4 вагона с товарами первой необходимости для жителей города Кундуз, пострадавших от нападения боевиков.
В июле 2008 года на счёт министерства финансов ИРА Казахстаном было перечислено 2,38 млн долларов США: на строительство школы в провинции Саманган (160 тыс. долларов), больницы в провинции Бамиан (570 тыс. долларов) и ремонт асфальтированной дороги Талукан — Кундуз — Шерхан-Бандар (1,65 млн долларов). Ремонт автодороги был завершён в октябре 2011 года, строительство школы — в 2012 году, приостановленное по вине афганской стороны возведение больницы было возобновлено в октябре 2016 года.
Правительство Казахстана 30 декабря 2014 года перечислило на специальный счёт министерства финансов ИРА около 1,5 млн долларов США на строительство четырёх типовых мостов в городе Айбак и укрепление берегов реки Айбак в провинции Саманган.
В октябре 2016 года правительство Казахстана выделило в фонд Афганской национальной армии 2 млн долларов США на поддержку армии. Казахстан является крупнейшим донором Афганистана среди стран Центральной Азии.
По инициативе первого президента Казахстана Нурсултана Назарбаева, с 2009 года реализуется Государственная образовательная программа Казахстан — Афганистан по обучению афганских студентов в учебных заведениях Казахстана.

## Списки послов

### Послы Казахстана в Афганистане
Список Чрезвычайных и Полномочных Послов без учёта послов по совместительству и временных поверенных в делах:
1. Агыбай Смагулов (2005—2011)
2. Омиртай Битимов (2011—апрель 2018)
3. Алимхан Есенгельдиев (2 апреля 2018 — 9 сентября 2024)

### Послы Афганистана в Казахстане
1. Саид Захир Шах Акбари (2002—2006)
2. Азиз Арианфар (2006—2009)
3. Абдул Х. Хайдер (2009—2011)
4. Сохраб Али Сафари (2010—2013)
5. Мохаммад Фарук Бараки (2014—2017)
6. Шах Кадам Шахим (2017—2018)
7. Мохд Фархад Азими (2018—2021)